# Siège de Rouen (1418-1419)
Pour les articles homonymes, voir Siège de Rouen.
Guerre de Cent Ans
Batailles
Le siège de Rouen, en 1418-1419 par les Anglais, a lieu durant la guerre de Cent Ans.

## Préambule
Au moment du siège de Rouen (juillet 1418 - janvier 1419), la ville compte environ 70 000 habitants, ce qui en fait une des plus grandes villes de France. La prise de cette ville est cruciale pour s’emparer du duché de Normandie, clé du royaume pendant la guerre de Cent Ans.
Depuis le rattachement de la Normandie au domaine royal français en 1204, la ville est défendue par le château de Rouen, imposant château fort construit par Philippe Auguste de 1204 à 1210, siège de l'autorité administrative et politique.
Vers 1415, année de la prise d'Harfleur, sur l'embouchure de la Seine, par le roi Henri V d'Angleterre, Rouen avait été considérablement fortifiée (en témoignent les évolutions continuelles apportées au château) : en effet, lorsque les Anglais atteignent la ville, les murs sont flanqués de tours, garnis de canons et d’une armée d’arbalétriers commandés par Alain Blanchard, lui-même sous les ordres du capitaine choisi par la ville de Rouen, Guy Le Bouteillier, partisan du parti bourguignon dans la guerre civile entre Armagnacs et Bourguignons et ancien capitaine de la ville de Dieppe.
L'accablement du royaume de France, et particulièrement de la Normandie, sous les impôts a causé une haine du parti des Armagnacs.

## Le siège

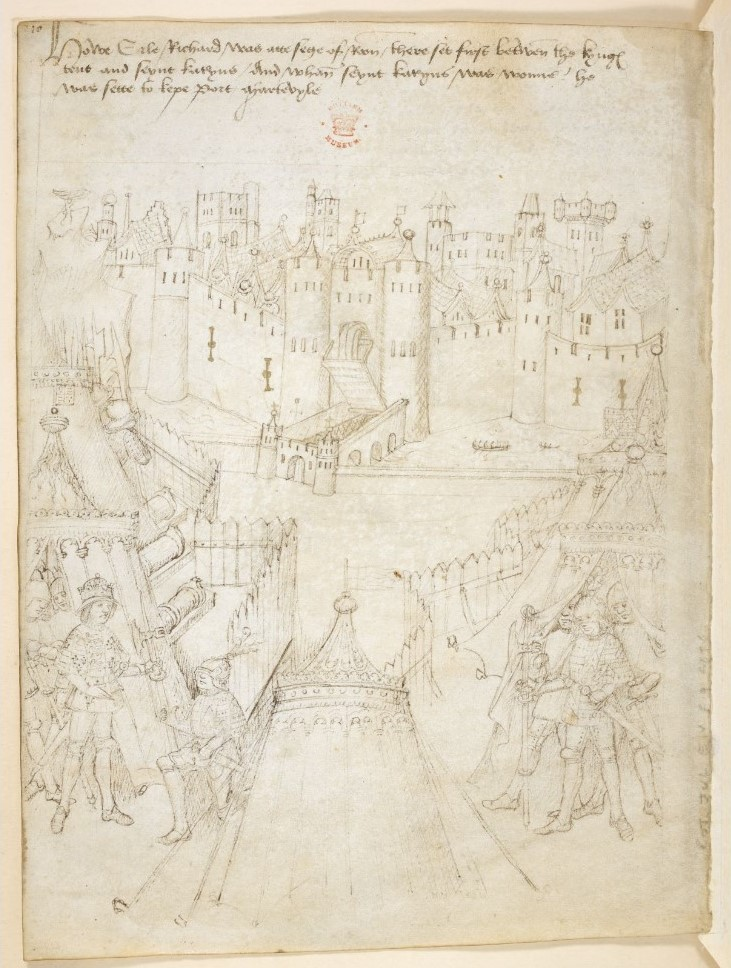
Siège de Rouen par Henri V, British Library, Cotton MS Julius E IV/3,, quatrième quart du XVe siècle.

En raison du manque d’effectifs du côté anglais, l’assaut de la ville ne peut être donné. Aussi, les Anglais décident de réduire la ville en l’affamant sous la conduite de leur roi Henri V d’Angleterre, le vainqueur d’Azincourt en 1415.
Les chartreux sont expulsés et leur monastère, situé dans la vallée de Darnétal, sert de quartier général au roi Henri V.
Habilement, les Anglais font contourner la ville à leurs navires par voie de terre et bloquent tout ravitaillement par la Seine.
La famine s’installe et des « bouches inutiles » (femmes, enfants et vieillards) sont expulsés de la ville en plein hiver. Pour leur malheur, ces derniers ne pourront quitter les fossés, le libre passage leur étant interdit par les Anglais.
Plusieurs sorties, braves mais désespérées, auront lieu, dont une qui verra un des ponts de la ville s’effondrer sous les pieds de la garnison, les poutres en ayant été sciées. La chronique de Saint Denis, dont les moines eurent à souffrir du parti bourguignon, donnera corps à de curieuses rumeurs de sabotage et de trahison par le gouverneur Guy Le Bouteiller.
Exsangue, seule face à l’adversité, Rouen, dont la population en est réduite à la toute dernière extrémité, se résout à négocier en envoyant comme parlementaire le gouverneur Guy Le Bouteiller avec six commissaires.
Après huit jours de négociation, les envoyés rouennais n'ont pu obtenir aucune condition. Les habitants de Rouen semblent alors s’être résolus à détruire leur ville et à abandonner celle-ci en tentant une sortie désespérée.

## La fin du siège
Informé du risque de ne s’emparer que de cendres après un siège coûteux d’une demi-année, le roi Henri V d’Angleterre accorde alors des conditions de reddition favorables à Rouen, qui remet ses clés à son nouveau souverain le 19 janvier 1419. Toutefois neuf personnes furent exceptées de ces conditions favorables dont Guillaume d'Houdetot, bailli de Rouen, Alain Blanchard, capitaine des arbalétriers, Jean Seigneult, maire de Rouen, Robert de Livet, chanoine de la cathédrale et le bailli de Valmont. Certains rachetèrent leur grâce. Un seul, trop pauvre pour payer, fut exécuté, Alain Blanchard.
Henri V d'Angleterre installe sa résidence française dans le logis seigneurial du château de Rouen puis au château de Vincennes. Il sera imité par Henri VI d'Angleterre en 1422, puis par Édouard IV, né à Rouen en 1442 (roi d'Angleterre et roi de France en titre).

## Conséquences
Rouen ne reviendra dans le giron du roi de France qu’en 1449 lorsque Charles VII se présentera devant la ville, accompagné de l’artillerie moderne des frères Jean et Gaspard Bureau, payée par l’argent de Jacques Cœur.
Informée du maintien de ses privilèges par le roi de France, la ville se révolte contre l’Anglais. Rouen devra attendre cependant longtemps avant de retrouver un monde pacifié propice au commerce.

#### Études historiques
- (en) Christopher T. Allmand, « Local Reaction to the French Reconquest of Normandy : The Case of Rouen », dans J. R. L. Highfield et Robin Jeffs (dir.), The Crown and Local Communities in England and France in the Fifteenth Century, Gloucester, Alan Sutton, 1981, 192 p. (ISBN 0-904387-67-4), p. 146-161.
- (en) Christopher T. Allmand, Lancastrian Normandy, 1415-1450 : The History of a Medieval Occupation, Oxford, Clarendon Press, 1983, XIII-349 p. (ISBN 0-19-822642-X, présentation en ligne).
- (en) Anne Curry, « Henry V's conquest of Normandy 1417-19 : the siege of Rouen in context », dans Guerra y Diplomacia en la Europa Occidental, 1280-1480 : XXXI Semana de estudios Medievales, Estella, 19 a 23 de julio de 2004, Pampelune, Gouvernement de Navarre, 2005, 467 p. (ISBN 978-84-235-2762-5), p. 237-254.
- Anne Curry, « Les villes normandes et l'occupation anglaise : l'importance du siège de Rouen (1418-1419) », dans Pierre Bouet et François Neveux (dir.), Les villes normandes au Moyen Âge. Renaissance, essor, crise : actes du colloque international de Cerisy-la-Salle, 8-12 octobre 2003, Caen, Presses universitaires de Caen, 2006, 385 p. (ISBN 978-2-84133-270-0, lire en ligne), p. 109-124.
- François Neveux, La Normandie pendant la guerre de Cent Ans (XIVe – XVe siècle), Rennes, Ouest France, coll. « Université », 2008, 535 p. (ISBN 978-2-7373-3695-9).
- Léon Puiseux, Siège et prise de Rouen par les Anglais (1418-1419) principalement d'après un poème anglais contemporain, Caen, É. Le Gost-Clérisse, 1867, XI-310 p. (lire en ligne).

#### Littérature
- Joséphine Colomb, Pour la patrie !, Paris, Hachette, 1885 (lire en ligne)